# آندری نوری
آندری نوری (فرانسوی: André Neury‎; ۳ سپتامبر ۱۹۲۱ – ۱۶ اکتبر ۲۰۰۷) بازیکن فوتبال اهل سوئیس بود.
از باشگاه‌هایی که در آن بازی کرده‌است می‌توان به باشگاه فوتبال سروت ۱۸۹۰ اشاره کرد.
وی همچنین در تیم ملی فوتبال سوئیس بازی کرده‌است.